# Grzegorz (Khoury)
Grzegorz, imię świeckie Edwar Riad Khouri Abdullah (ur. 1975 w Latakii – duchowny prawosławnego Patriarchatu Antiocheńskiego, od 2014 biskup Emiratów.

## Życiorys
Studiował teologię w Atenach. Chirotonię biskupią otrzymał 16 listopada 2014 jako biskup Zjednoczonych Emiratów Arabskich.